# Chlamydomonas
Chlamydomonas es un género de algas verdes unicelulares flageladas. Chlamydomonas se usa como organismo modelo en biología molecular, especialmente en estudios de movilidad flagelar, dinámica de los cloroplastos, biogénesis y genética. Una de las características más sorprendentes de Chlamydomonas es la existencia de canales iónicos directamente activados por la luz, tales como canalrodopsina. Tiene un único cloroplasto (orgánulo encargado de la fotosíntesis).Tiene una reproducción asexual y sexual la cual ellos pueden hacer según las circunstancias en las que se encuentran.

## Enlaces externos

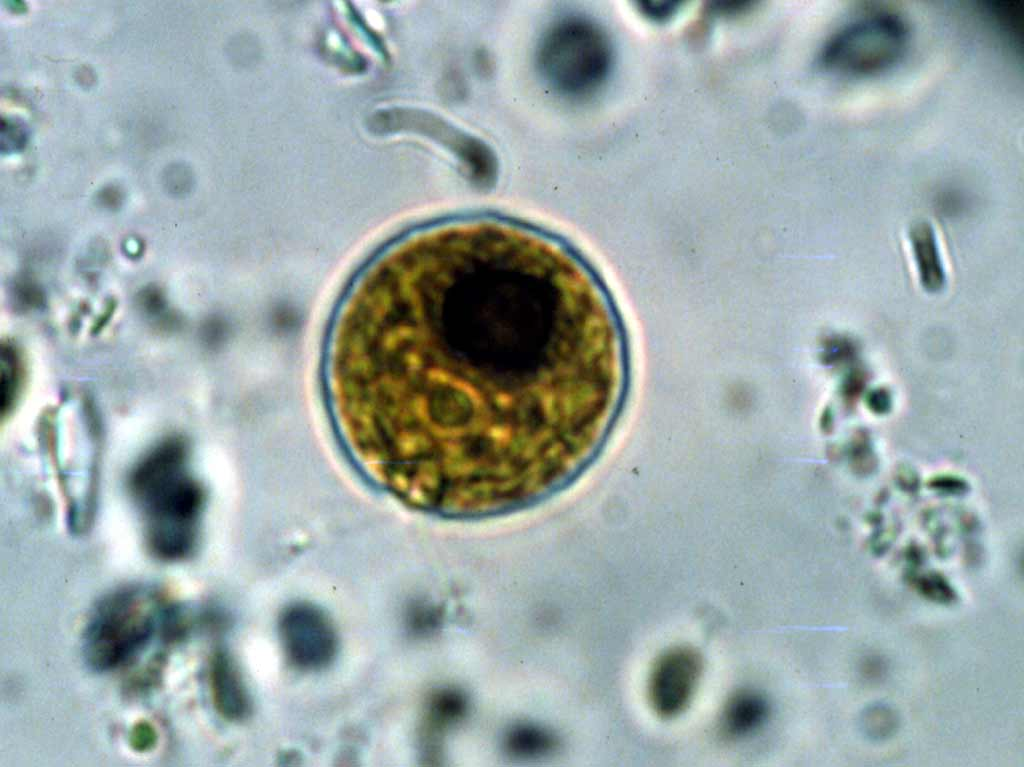
Imagen sin flagelos de Chlamydomonas al microscopio óptico.